# Неплатино
Неплатино (укр. Неплатине) — село, 
Малопавловский сельский совет,
Ахтырский район,
Сумская область,
Украина.
Код КОАТУУ — 5920385807. Население по переписи 2001 года составляет 76 человек .

## Географическое положение
Село Неплатино находится между реками Ташань и Грунь.
На расстоянии до 1,5 км расположены сёла Качановка, Щомы и Кудари.
Рядом проходит автомобильная дорога Т-1705.

## Экономика
- Около села несколько нефтяных скважин.
- Качановский газоперерабатывающий завод ООО «Укрнафта».

## Объекты социальной сферы
- Школа.